# Оборона Львова (1941)
Оборона Львова — сражение Красной армии и вермахта в июне 1941 года в ходе Великой Отечественной войны.

## Ход событий
Защиту инфраструктуры города осуществлял 223-й полк из 13-й дивизии конвойных войск НКВД. 24 июня 1-я рота полка предотвратила массовый побег из Львовской тюрьмы № 1. Также бойцы полка осуществляли защиту города от действий мародёров, оуновцев и немецких диверсантов. С 29 до 30 июня 1941 батальон полка прикрывал отход частей 6-й армии из Львова и затем отошёл по маршруту Сихов-Бубрка-Рогатин-Козова-Тарнополь под неподсредственным воздействием люфтваффе.
Сразу по уходу войск Красной армии, войск НКВД и пограничников были осуществлены убийство львовских профессоров и Львовский погром, а затем силами украинской народной милиции, сформированной из походных групп ОУН, под руководством немецкой администрации стали формироваться гетто и концлагеря.
Город был освобождён от нацистов спустя три года, летом 1944, во время проведения Львовско-Сандомирской операции.